# Most Selima Groźnego
Most Selima Groźnego (tur. Yavuz Sultan Selim Köprüsü, zwany też Trzecim Mostem Bosforskim) − drogowo-kolejowy most wiszący nad cieśniną Bosfor, w Stambule w Turcji. Most zlokalizowany jest na północ od I Mostu Bosforskiego i Mostu Mehmeda Zdobywcy. Łączy on dzielnice Stambułu: Garipçe w Europie z Poyrazköy w Azji.
Nazwa mostu została nadana na cześć tureckiego sułtana  Selima I Groźnego, który był jednym z budowniczych potęgi Imperium Osmańskiego.

## Historia budowy
Budowę rozpoczęto ceremonią wmurowania kamienia węgielnego 29 maja 2013, w rocznicę zdobycia Konstantynopola przez wojska imperium osmańskiego w 1453. W uroczystości uczestniczył prezydent Turcji Abdullah Gül oraz premier Turcji Recep Tayyip Erdoğan. Most otwarto 26 sierpnia 2016.

## Opis
Most budowany był w latach 2013-2016. Jest najdłuższą wiszącą konstrukcją na świecie wykorzystaną dla ruchu kolejowego oraz dziewiątym pod względem długości przęsła mostem wiszącym na świecie. 
Jego całkowita długość wynosi 2164 m, długość najdłuższego przęsła 1408 m, wysokość pylonów 322 m.